# Lista de prefeitos de Caçapava do Sul
Esta é a lista de prefeitos e vice-prefeitos de Caçapava do Sul, estado brasileiro do (Rio Grande do Sul, a partir das eleições municipais de 1959 segundo o TRE/RS
| Nº | Nome                             | Partido | Vice-prefeito                      | Mandato                 | Mandato                | Observações                      |
| Nº | Nome                             | Partido | Vice-prefeito                      | Início                  | Fim                    | Observações                      |
| -- | -------------------------------- | ------- | ---------------------------------- | ----------------------- | ---------------------- | -------------------------------- |
| 1  | Olavo Menezes Saldanha           | PL      | Ricardo Poglia Barbiero (PSD)      | 31 de janeiro de 1960   | 30 de janeiro de 1964  | Eleitos em 1959 com 3.813 votos  |
| 2  | Elpídio Cidade                   | PL      |                                    | 31 de janeiro de 1964   | 30 de janeiro de 1969  |                                  |
| 3  | Ismael Vivian Eilers             | ARENA   | Marino Casanova                    | 31 de janeiro de 1969   | 30 de janeiro de 1973  | Eleitos em 1968 com 3.815 votos  |
| 4  | Alcides José Saldanha            | MDB     | Arnaldo Luiz Cassol                | 31 de janeiro de 1973   | 31 de janeiro de 1977  | Eleitos em 1972 com 5.026 votos  |
| 5  | Ciro Carlos de Melo              | ARENA   | Dante Velho Dias Ferreira          | 1º de fevereiro de 1977 | 31 de janeiro de 1983  | Eleitos em 1976 com 4.599 votos  |
| 6  | Otomar Oleques Vivian            | PDS     | José Erli Pereira de Vargas        | 1º de fevereiro de 1983 | 31 de dezembro de 1988 | Eleitos em 1982 com 5.208 votos  |
| 7  | Jorge Pereira Abdalla            | PDS     | Roberto Antonio Machado            | 1º de janeiro de 1989   | 31 de dezembro de 1992 | Eleitos em 1988 com 7.930 votos  |
| 8  | Roberto Antônio Machado          | PDS     | Airton Dávila Krause               | 1º de janeiro de 1993   | 31 de dezembro de 1996 | Eleitos em 1992 com 10.623 votos |
| 9  | José Erli Pereira Vargas         | PMDB    | Francisco de Paulo Dutra Henriques | 1º de janeiro de 1997   | 31 de dezembro de 2000 | Eleitos em 1996 com 11.276 votos |
| 10 | Jorge Pereira Abdalla, Jorginho  | PPB     | Carlos Carvalho                    | 1º de janeiro de 2001   | 31 de dezembro de 2004 | Eleitos em 2000 com 11.424 votos |
| 11 | José Erli Pereira Vargas         | PMDB    | Lúcio da Silva Moreira (PMDB)      | 1º de janeiro de 2005   | 31 de dezembro de 2008 | Eleitos em 2004 com 12.253 votos |
| 12 | Zauri Tiaraju Ferreira de Castro | PT      | Luiz Antonio Soares Vargas (PTB)   | 1º de janeiro de 2009   | 31 de dezembro de 2012 | Eleitos em 2008 com 7.141 votos  |
| 13 | Otomar Oleques Vivian            | PP      | Ilson Tolfo Tondo (PP)             | 1º de janeiro de 2013   | 31 de dezembro de 2016 | Eleitos em 2012 com 10.632 votos |
| 14 | Giovani Amestoy da Silva         | PDT     | Luiz Carlos Guglielmin (PSDB)      | 1º de janeiro de 2017   | 31 de dezembro de 2020 | Eleitos em 2016 com 7.793 votos  |
| 14 | Giovani Amestoy da Silva         | PDT     | Luiz Carlos Guglielmin (PSDB)      | 1° de janeiro de 2021   | 31 de dezembro de 2024 | Releitos em 2020 com 7.594 votos |
| 15 | Marcelo Cordeiro Spode           | PP      | Mariano de Moraes Teixeira (PP)    | 1° de janeiro de 2025   | Atualidade             | Eleitos em 2024 com 10.230 votos |